# İnegöl
İnegöl – miasto w Turcji w prowincji Bursa.
Według danych na koniec roku 2009 miasto zamieszkiwało 161 541 osób.

## Miasta partnerskie
- Dunaújváros